# Egeria (planetoïde)
(13) Egeria is een planetoïde in de belangrijkste planetoïdengordel van het zonnestelsel, tussen de banen van de planeten Mars en Jupiter. De planetoïde bevindt zich gemiddeld op ongeveer 2,57 astronomische eenheden van de zon, in een licht elliptische baan. Ze voltooit een omloop rond de zon in 4,14 jaar. Egeria kan vanaf aarde gezien een magnitude van +9,71 bereiken.

## Ontdekking en naamgeving
Egeria werd op 2 november 1850 ontdekt door de Italiaanse astronoom Annibale de Gasparis. De naam werd bedacht door de Franse astronoom Urbain Le Verrier, wiens berekeningen tot de ontdekking van de planeet Neptunus leidden. Egeria was in de Grieks-Etruskische mythologie een godin of nimf die in Ariccia (centraal Italië) woonde en geassocieerd wordt met natuurlijke bronnen. Egeria was de vrouw en raadgeefster van de mythische tweede koning van Rome, Numa Pompilius.

## Eigenschappen
De vorm en omvang van Egeria werden vastgesteld in 1992 en 2008, toen de planetoïde vanaf de aarde gezien sterren bedekte. Egeria is vrijwel rond en heeft afmetingen van 217×196 km. Daarmee behoort ze tot de grootste objecten in de planetoïdengordel. Egeria is door spectraalanalyse ingedeeld bij de G-type planetoïden, een vrij zeldzame klasse van koolstofrijke objecten met een donker oppervlak (laag albedo).
Bijzonder aan Egeria is dat ze voor ongeveer 10,5-11,5% van haar massa uit waterijs bestaat.